# Mark Suciu
Mark Ioan Suciu est un skateboarder professionnel américain d'origine roumaine, né le 3 août 1992 à Saratoga en Californie mais vit désormais à Manhattan, New York.
En 2021, il est élu « Skater Of the Year » par le magazine Thrasher.